# سرى بنت سعود بن سعد آل سعود
سُريا بنت سعود بن سعد بن محمد آل سعود (بالإنجليزية: Sora bint Saud Al Saud)‏‏ ( - ) هي أميرة سعودية، وسيدة أعمال ونشاطات خيرية، وحفيدة الملك السعودي الراحل عبد الله بن عبد العزيز آل سعود، حيث أن والدتها هي الاميرة علياء بنت عبد الله بن عبد العزيز آل سعود. انتقدت الأميرة سُرَى مواقع التواصل الاجتماعي، وأن الدور الإيجابي لتلك المواقع تتراجع بشكل محبط.

## التعليم
قضت الأميرة سرى بنت سعود بن سعد آل سعود سنواتها الجامعية في الولايات المتحدة، وتخرجت في ربيع عام 2015 وحصلت على درجة البكالوريوس في علم النفس من الجامعة الأمريكية.

## الحياة الشخصية
تزوجت سرى بنت سعود بن سعد آل سعود من الأمير عبد العزيز بن طلال بن عبد العزيز آل سعود - نجل الأمير طلال بن عبد العزيز آل سعود، الخميس2 رجب 1430هـ - 25 يونيو 2009م 

## القيادة الخيرية

### المملكة العربية السعودية
بالشراكة مع زوجها، الأمير عبد العزيز بن طلال بن عبد العزيز آل سعود، أنشأت الأميرة سرى بنت سعود بن سعد آل سعود مؤسسة «أحياها». وهي مؤسسة يقع مقرها في الرياض عاصمة السعودية، وتركز على تحسين المجتمع من خلال البرامج المستدامة والإبداعية والاجتماعية.
امتدت أعمالها الإنسانية لتشمل مشاريع تتعلق بسلامة المرور على الطرق والشباب والتعليم والتنمية الاجتماعية والمياه.

### الولايات المتحدة
في عام 2017، أصبحت سرى بنت سعود بن سعد آل سعود سفيرة فخرية لمؤسسة مينتور بالولايات المتحدة الأمريكية - الدولية، وهو برنامج للدفاع عن الشباب، وتعمل في مجال الوقاية من تعاطي المخدرات تأسست في عام 1994 برئاسة صاحبة الجلالة الملكة سيلفيا ملكة السويد وبالتعاون مع منظمة الصحة العالمية.
مشاركة سرى بنت سعود بن سعد آل سعود في مؤسسة مينتور تشمل، 2012، انضمت سرى بنت سعود بن سعد آل سعود إلى ملكة السويد سيلفيا والأميرة مادلين في الحفل الدولي لمؤسسة مينتور بالولايات المتحدة الأمريكية. 2015 حضور حفل مؤسسة مينتور الأمريكية الدولية وشاركت في رئاسة المنظمات 2018 في ضوء عشاء استحقاقات الشباب بحضور جلالة الملكة سيلفيا.

## انتماءات أخرى
ترتبط الأميرة سرى بنت سعود بن سعد آل سعود بمجموعة متنوعة من المنظمات بما في ذلك: نُزل الأطفال بمعاهد الصحة الوطنية الأمريكية، كابيتال كير، والمجلس الوطني للعلاقات الأمريكية العربية.
تشمل الانتماءات الإضافية صناعات الأزياء والجمال لتشمل: مجوهرات لورين.